# Etlingera coccinea
Etlingera coccinea là một loài thực vật có hoa trong họ Gừng. Loài này được Carl Ludwig Blume đặt tên ban đầu là Geanthus coccineus năm 1823, nhưng danh pháp này không hợp lệ do thiếu mô tả khoa học. Năm 1827, Blume bổ sung mô tả khoa học đầu tiên cho loài này và dưới danh pháp Elettaria coccinea (trong tổ Geanthus). Năm 2003, Shoko Sakai & Hidetoshi Nagamasu chuyển nó sang chi Etlingera.